# Tippmannia rhamnusioides
Tippmannia rhamnusioides är en skalbaggsart som först beskrevs av Friedrich F. Tippmann 1953.  Tippmannia rhamnusioides ingår i släktet Tippmannia och familjen långhorningar.
Artens utbredningsområde är Paraguay. Inga underarter finns listade i Catalogue of Life.